# Cavaleiro do Conselho
Um cavaleiro do Conselho ou fidalgo do Conselho constituía originalmente a designação de um cavaleiro fidalgo, que fosse nomeado pelo Rei de Portugal como membro do seu Conselho Régio, antecessor do que viria a ser o Conselho de Estado. Os membros destes conselhos viriam a ser também designados com os títulos de conselheiro ou  do Conselho.
A designação de "conselheiro" ou "do Conselho" viria mais tarde a ser concedida como título meramente honorífico, tanto em Portugal como no Brasil após a independência, que não implicava necessariamente a qualidade de membro efetivo dos respetivos conselhos de Estado. Passaram a existir então conselheiros membros efetivos do Conselho de Estado e conselheiros meramente honoríficos. O título "conselheiro" subsiste ainda em Portugal como designação dos membros do Conselho de Estado (conselheiros de Estado) e como designação honorífica dos juízes dos supremos tribunais (juízes conselheiros).

## Conselho de Fidalgos
Eram um pequeno grupo fechado de grande importância social e política. Sendo muito poucos os nomeados, que com essa honra adquiriam grande proximidade e influência sobre o rei, avisando os seus pareceres sobre os negócios graves do Reino, era este um foro grande da Casa Real muito disputado e cobiçado, acima do de Fidalgo Cavaleiro da Casa Real, e concedia honras de Marquês aos seus detentores, idênticas às que gozavam os Ministros no exercício de pasta.
A nomeação para este alto cargo concedia nobreza automática e hereditária àqueles poucos, raros, que a não detinham já ao entrarem na privança dos negócios públicos pela confiança régia que assim lhes era demonstrada.
Em importância política, estavam apenas os ministros, e em importância nobiliárquica, apenas os titulares do Reino acima dos Fidalgos do Conselho.
Os Fidalgos do Conselho tomavam posse jurando previamente absoluto sigilo sobre todas as matérias e deliberações do Conselho régio, quer na assistência a este do monarca, quer na sua ausência.

## Conselho de Estado
A transição jurídica entre o Conselho do Rei e o Conselho de Estado ocorrera inicialmente em 1821, regressado D. João VI a Lisboa por exigência das Cortes Constituintes do Reino Unido de Portugal, Brasil e Algarves.
Com efeito, legislaram estas no sentido de reformar e modernizar o Conselho, que por decreto de 25 de Setembro desse ano, referendado pelo rei e por José da Silva Carvalho no Paço de Queluz. Reduziu o número de membros do novo Conselho de Estado a oito, notoriamente constitucionais, e transformando todos os anteriores fidalgos do Conselho de Sua Majestade Fidelíssima em títulos meramente honorificos, que nessa forma e qualidade se decreta que possam continuar a ser criados ex-novo no futuro, através da continuidade da emissão de Cartas de Título do Conselho, pois que aos oito membros do novo Conselho de Estado se lhes determinava a designação de Conselheiros de Estado, com o ordenado de 2$400.000 réis, comunicando-se a estes as honras e dignidades anteriormente exclusivas dos Fidalgos do Conselho como o tratamento de Excelência.
Por curiosidade, refira-se que o principal impulsionador desta reforma, o então ministro e fidalgo do Conselho referido, José da Silva Carvalho, passou automaticamente à nova categoria de Conselheiro de Estado que ajudara a criar.
Sob o liberalismo oitocentista, consolidado dificilmente e apenas depois de 1834, as honras (meramente honoríficas, no entanto, como se disse) de Conselheiro de Sua Majestade Fidelíssima, sujeitas a elevadíssimos impostos com boa receita para os cofres públicos, foram muito cobiçadas em Portugal, instalando-se a necessidade de se distinguir aqueles que eram verdadeiros Conselheiros, dos que o eram só honorificamente. Nasceu assim a referida designação de Conselheiro de Estado, reservando-se a de Conselheiro de Sua Majestade Fidelíssima para agraciar serviços prestados à Coroa ou ao País. O título de Conselheiro de Sua Majestade Fidelíssima, abreviado como Cons.º de SMF, embora conferisse nobreza hereditária, não era no entanto transmissível à descendência, ao contrário de outros títulos nobiliárquicos.
Os Fidalgos do Conselho eram tratados, na falta de outro título superior, por "meu Fidalgo", ou "meu Senhor", pelos seus inferiores; e os Conselheiros por "Conselheiro", ou "Senhor Conselheiro", pelos seus iguais na escala social. Tinham como se disse, quer uns quer outros, direito também ao tratamento de Excelência, que era dos ministros, e superior ao mais genérico chamamento de Vossa Excelência.
Tendo-se no final da Monarquia Portuguesa difundido exageradamente os pedidos ao Governo do título de Conselheiro de Sua Majestade Fidelíssima, começou este a não ser tão bem visto como antes, levando à troça privada, e mesmo pública, dos agraciados, ironia de que é exemplo a imortal figura do Conselheiro Acácio, criada por Eça de Queirós. Joaquim Augusto Mouzinho de Albuquerque usava o termo Conselheiros Acácios para se referir aos políticos do seu tempo, que detestava e que o invejavam.

## Uso do título no Brasil
No Brasil, o título do Conselho foi utilizado na época do Império
De acordo com a Constituição brasileira de 1824, Art. 163:
"Na Capital do Império, além da Relação, que deve existir, assim como nas demais Provincias, haverá também um Tribunal com a denominação de - Supremo Tribunal de Justiça - composto de Juízes Letrados, tirados das Relações por suas antiguidades; e serão condecorados com o Titulo do Conselho."

## Lista de Fidalgos do Conselho (até 1834)
- José da Silva Carvalho, depois Conselheiro de Estado.
- Dom Rui de Sousa, negociador do Tratado de Tordesilhas
- Dinis de Melo e Castro, último governador de Mazagão